# Лига один ЮСЛ
Лига один ЮСЛ (англ. USL League One) — профессиональная футбольная лига, третий уровень системы футбольных лиг США после MLS и Чемпионшипа ЮСЛ. Первый сезон состоится в 2019 году. Лига в основном предназначена для городов с населением от 150 тысяч до миллиона человек, в которых нет профессиональной команды.

## История
В январе 2017 года United Soccer League была официально санкционирована Федерацией футбола США на позицию второго дивизиона, оставив третий уровень американского футбола незанятым. С 1996 по 2009 годы организация United Soccer Leagues управляла лигами нижних дивизионов, включая USL Second Division — третий дивизион и USL First Division — второй дивизион. 2 апреля 2017 года организация USL объявила, что в 2019 году будет запущена новая лига третьего по значимости дивизиона, состоящая минимум из восьми клубов и с более низкими требованиями чем у второго дивизиона USL. Также было анонсировано, что бренд и прочая информация о лиге будет представлена летом 2017 года.
В последующие месяцы лига начала искать подходящие города, готовые организовать у себя команду или вступить в лигу. С 26 апреля по 3 мая 2017 года вице-президент лиги Стивен Шорт посетил Юго-восток США, остановившись в Лексингтоне, Ноксвилле, Ашвилле, Гринвилле, и Колумбии. После окончания поездки лига объявила о возможном включении в свой состав первого участника — «Тормента» (Джорджия), клуба из Премьер-лиги развития. Несколько недель спустя руководители лиги объявили, что они посетят Средний Запад между 22 и 26 мая 2017 года, где остановятся в Дейтоне, Толидо, Форт-Уэйне, Лансинге и Гранд-Рапидсе. После завершения второй поездки вице-президент Стивен Шорт посетил Де-Мойн, чтобы встретиться с представителями клуба «Де-Мойн Менис» из Премьер-лиги развития для вступления команды в новую лигу. В предшествие тура по Среднему Западу Шорт посетил два города в Северной Каролине: Хай-Пойнт и Фейетвилл. По окончании тура он объявил о потенциальных планах по строительству нового многоцелевого стадиона в Хай-Пойнте и по совместному использованию одного из двух бейсбольных болпарков в Фейетвилле.
25 января 2018 года клуб «Тормента» был объявлен первым участником новой лиги. За ним последовали — «Тусон» 6 февраля, клуб из Гринвилла 13 марта, клуб из Мадисона 17 мая, «Торонто II» 2 июля и клуб из Чаттануги 1 августа.
Лига подала заявку в Федерацию футбола США на получение статуса третьего дивизиона 14 августа 2018 года. В заявке были перечислены десять клубов.
22 августа 2018 года клуб «Рочестер Райнос» объявил, что покинет United Soccer League и присоединится к третьему дивизиону в 2020 году. 11 сентября 2018 года клуб «Ричмонд Кикерс» также объявил, что опустится из USL в третий дивизион.
25 сентября 2018 года организация United Soccer League, ранее называвшаяся United Soccer Leagues, объявила о ребрендинге своих трёх лиг, в том числе новая лига третьего дивизиона получила название USL League One — Лига один ЮСЛ.
8 октября 2018 года клуб «Пенн», ещё один участник Чемпионшипа ЮСЛ, объявил о присоединении к Лиге один ЮСЛ в 2020 году. 25 октября 2018 года новообразованный клуб «Лансинг Игнайт» был представлен в качестве участника лиги с сезона 2019. 2 ноября 2018 года клуб MLS «Даллас» объявил о запуске в Лиге один ЮСЛ своего фарм-клуба.
14 декабря 2018 года Федерация футбола США официально санкционировала Лигу один ЮСЛ в качестве третьего дивизиона на 2019 год.
Первый матч Лиги один ЮСЛ был сыгран 29 марта 2019 года — «Тормента» одержала победу над «Гринвилл Трайамф» со счётом 1:0, первый гол в лиге забил Алекс Моррелл.
1 мая 2019 года было объявлено о вступлении в Лигу один ЮСЛ в 2020 году нового клуба из Омахи.